# 뼈국

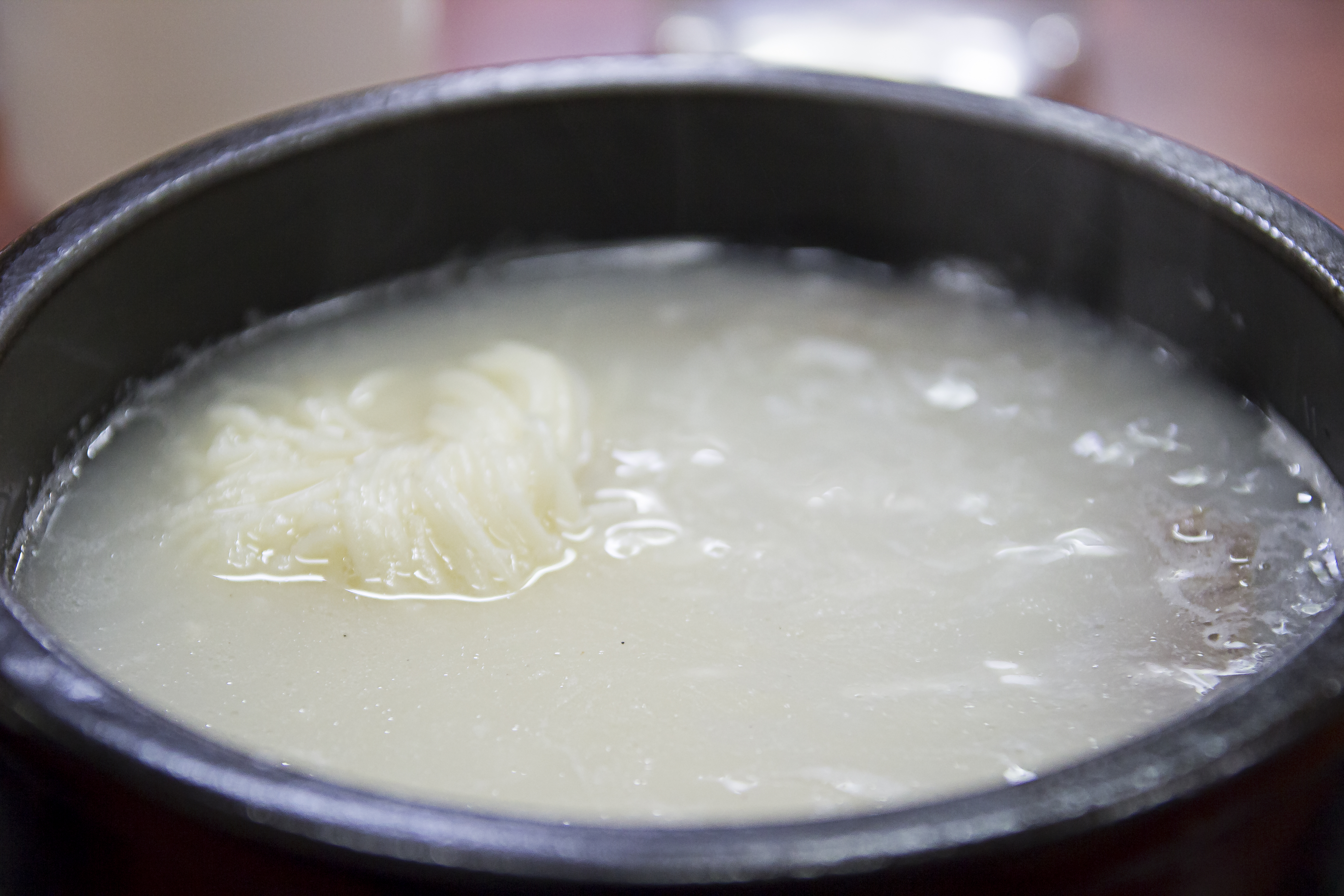
설렁탕

뼈국(표준어: 뼛국) 또는 뼈다귀국(표준어: 뼈다귓국)은 뼈를 넣어 끓인 국이다. 뼈를 넣어 끓인 서양식 수프를 뼈 수프(-soup)로 부르기도 한다.

## 지역별 뼈국

### 아시아
한국에서는 쇠뼈로 뼈해장국, 설렁탕 등을, 돼지뼈로 감자탕, 고기국수, 돼지국밥 등을 끓여 먹는다.
일본에서는 돼지뼈로 돈코쓰라멘을 만들어 먹는다.

## 같이 보기
- 고기국
- 뼈육수